# District de Yongkang
Pour les articles homonymes, voir Yongkang.
Le district de Yongkang (chinois traditionnel : 永康區 ; pinyin : yǒngkāng qū ; anglais : Yongkang District) est un district de la municipalité spéciale de Tainan.

## Histoire
À l'époque de la dynastie Ming, lorsque les Han s'établissent le long de la rivière Yanshui, ils choisissent de s'installer sur le territoire actuel de Yongkang. À partir du XVIIe siècle, le lieu est désigné sous le nom de Pu-Jian-Tou.
Lors de l'arrivée de Koxinga sur l'île de Taïwan, Pu-Jian-Tou est officiellement désigné en tant que village de Yongkang.
Renommé à plusieurs reprises pendant la période de domination japonaise, il retrouve le nom de village de Yongkang après la Seconde Guerre mondiale.
En marge du développement industriel de la région, la population du village s'accroît rapidement. Elle excède le seuil de 150 000 habitants en 1993 : le statut de Yongkang est ainsi modifié en tant que ville, sous la juridiction du comté de Tainan. Elle compte ensuite plus de 200 000 habitants à partir d'octobre 2002, ce qui en fait la ville la plus habitée du comté.
Le 25 décembre 2010, alors que le comté de Tainan fusionne avec la ville de Tainan, la ville de Yongkang est restructurée en tant que district de Yongkang,.

## Géographie
Le district couvre une superficie de 40,38 km2.
Il compte 234 231 habitants d'après le recensement de mai 2018.